# Bygdegård

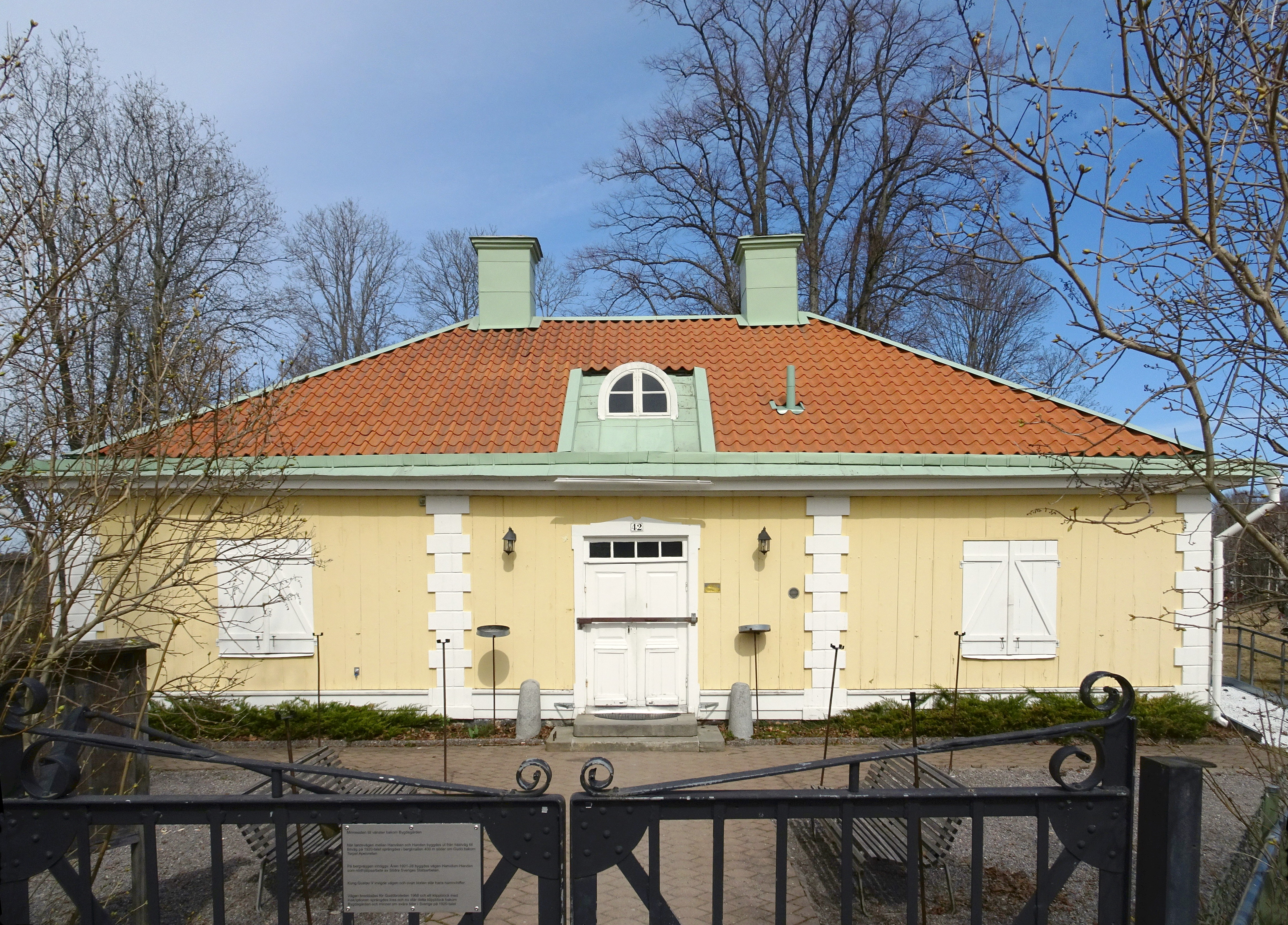
Vendelsö gårds bygdegård i Haninge.

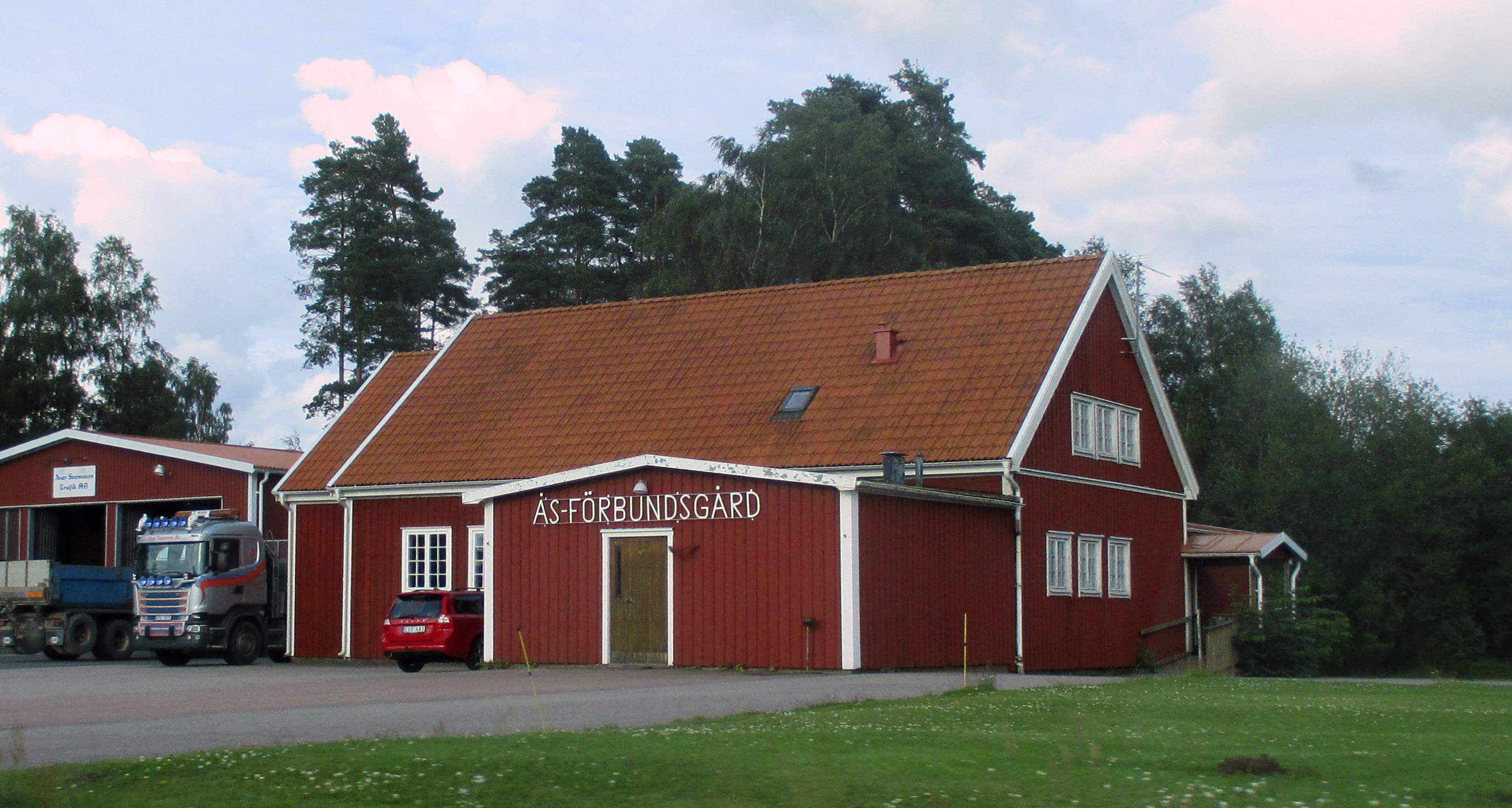
Ås förbundsgård i Gislaveds kommun.

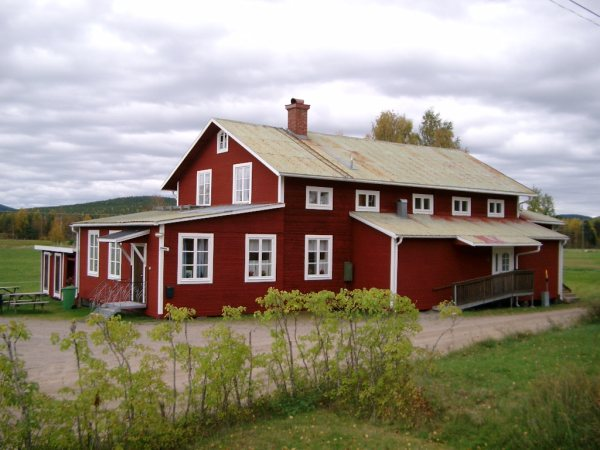
Säljesta bygdegård norr om Järvsö.

En bygdegård är en samlingslokal som ofta ligger på landsbygden eller i mindre orter, öppen för allmänheten. Begreppet bygdegård myntades vid Landsbygdskommunernas kongress 1919. Ås förbundsgård blir den första bygdegården och den invigdes samma år. 25 år senare bildades Bygdegårdarnas Riksförbund som idag har över 1400 medlemmar. 

## Allmänt
Bygdegårdar är i de flesta fall fristående byggnader som uppförts enbart för att tjäna som samlingslokal för dem som bor i bygden. Ibland nyttjas även äldre, historiska, byggnader från trakten som bygdegårdar. Det förekommer att de tidigare har tillhört någon folkrörelse som frikyrkorörelsen och nykterhetsrörelsen, eller tidigare varit skolbyggnader. 
I bygdegården arrangeras konstutställningar, föreläsningar, föreningsmöten, teater, filmvisning, loppisar, marknader och liknande, och huset kan även hyras för exempelvis fester och lägerskolor. I vissa fall dokumenteras och arkiveras ibland traktens historia, men det är vanligare bland hembygdsgårdar.
Det är även vanligt att bygdegårdar erbjuder samhällsservice såsom lokaler för fritids, förskola, skolbespisning, är engagerade i att driva butiker på landsbygden, är servicepunkter för kommuner och driver frågor kring fiber och andra utvecklingsfrågor. Bygdegårdar är även viktiga för krisberedskapen.
Se filmen Bygdegårdarna på 40 sekunder, producerad av Bygdegårdarnas Riksförbund.